# Mesón eta encantado
El mesón eta encantado (ηc) o mesón eta-c es un mesón sin sabor formado por un quark encanto c y su antipartícula c.  Su masa y otras propiedades fueron medidas en 2004 con el detector BaBar en el Centro del Acelerador Lineal de Stanford (SLAC), y es la partícula más ligera que contiene un quark encanto y su antiquark correspondiente, un tipo de materia llamado charmonium.
Posee un valor de número cuántico de momento angular total J=0; paridad P negativa y paridad C positiva, por lo que se representa como JPC = 0- +.
Los modelos de quarks pesados también han propuesto un estado de mayor excitación radial, llamado ηc(2S). Las observaciones realizadas de este estado son consistentes con las predicciones de los modelos aunque no son suficientemente concluyentes para confirmar su existencia.